# Радио «Абракадабра»
«Радио „Абракадабра“» — альбом советского диск-жокея Сергея Минаева, выпущенный в виде магнитоальбома на магнитофонных катушках и аудиокассетах в марте 1988 года. В 1994 году был издан на компакт-дисках, а в 2018 году — на грампластинках и бобинах.
В 2011 году Минаев назвал этот альбом «лучшим, что было сделано в 80-е», отмечая амплитуду своего вокала и большое количество песенных образов, а также влияние альбома на последующее развитие диджеинга в России.

## История создания
Идея альбома в режиме «нон-стоп» уже была опробована Минаевым в его предыдущем альбоме «Коллаж», но получившийся альбом продолжительностью более 40 минут не помещался на бобины. Формат аудиокассет был в этом отношении более удобен и выгоден распространителям, хотя страдало качество звучания.
Альбом записывался и сводился летом 1987 года совместно с Игорем Замараевым в московском окраинном ДК на Люблинской улице в студии Муслима Магомаева, предоставленной Владимиром Ширкиным, техническим директором оркестра Магомаева. Каждое утро Минаев забирал Игоря из его дома на улице 1905 года, и, добираясь до студии, они совместно обговаривали идеи для альбома. Минаев очень лестно отзывается об Замараеве: «Надо знать Игоря — человек он лёгкий, позитивный, умеющий всегда поддержать во всех начинаниях. И, самое главное, умеющий за пультом это воплотить». Альбом был завершён за несколько недель.
Для записи кавер-версий использовались как инструментальные версии с синглов 80-х годов, выпущенных на виниле («Серебряный кадиллак», «Рэп диск-жокея», «Край стай», «Кто стучится на мой хаус?», «Мини-макси», «Карина»), так и созданные собственными силами («Дым над водой», «Абракадабра», «ВДНХ», «Тяжёлый день»). Прототипы «Мини-макси» и «Карина» попали к Минаеву только в виде «минусовок» и потому никак не связаны с текстами оригиналов.
На композиции «Рэп диск-жокея», «Мини-макси» и «Карина» были сняты видеоклипы; «Рэп диск-жокея» (переименованный в «Худсовет» потому, что слово «рэп» было тогда в новинку) и «Мини-макси» были показаны в телепрограмме «Утренняя почта», «Карина» — в «Голубом огоньке» (в котором Минаев был ведущим танцевального блока).

## Тематика
Идея «Абракадабры» — это абракадабра во всём: и в ритмах, и в стиле и в голове… 1987 год для всей Советской страны был многообещающим… Если добавить к этому мои 25 лет, то многое на альбоме становится понятным. Сатира «Худсовета» (меня из подполья никуда не пускали), «Тяжёлого дня» (ежедневная рутина советского служащего, описанная Сергеем Мировым), наконец тема Ирака-Ирана, где непонятно «кто-кого-за что». Экологический мотив «Дым над водою» («Горит народное хозяйство! Флора-фауна страны!») «Я хочу тишины» — нежелание мириться с беспардонным окружением. «Карина» — история «несчастной» интуристовской проститутки (из личных наблюдений). «Край стай» — римейк «Охоты на волков». «Сиреневый кадиллак» о загрязнении любимого города. «Кто стучится на мой „Хаус“» — о зарождающемся молодёжном экстремизме. «ВДНХ» — насмешка над «майорами пронинами» из понятных органов, наблюдающими за мной. Вполне гражданский взгляд. Да, он ёрнический, но открытый и понятный. Улыбка там, где вообще-то не смешно. Это моё понимание жизни образца 1987 года.— Сергей Минаев

## Издания Maschina Records
В 2018 году альбом был отреставрирован фирмой Maschina Records и впервые издан на грампластинках; в издание вошли пионерский галстук и две статьи, посвящённые альбому: «Как закалялась „Абракадабра“» (автор: Сергей Минаев, 2018) и «Средь сотен сонных людей…» (автор: Х. Галаутдинов, 1988). Для того, чтобы альбом уместился в 50 минут, некоторые треки были отредактированы при непосредственном участии Минаева.
Кроме того, фирмой были выпущены лимитированные издания на аудиокассетах (40 копий) и бобинах (20 копий). Издание на бобине выполнено в формате «19 скорость, 4 дорожки». Запись сделана на аппаратуре «Revox» с применением ленты отечественного производства «Славич», изготовленной из компонентов «ORWO». Издание на кассете выполнено на хромовой ленте «BASF» на аппаратуре «Pioneer» с традиционным применением системы «XDR».
В 2021 году на компакт-дисках была выпущена полная, отреставрированная версия альбома.

## Список композиций
Все тексты написаны Сергеем Минаевым.
| №  | Название                    | Оригинал | Длительность |
| -- | --------------------------- | --- | ------------ |
| 1. | «Вступление (A)»            | Fox The Fox - «Flirting And Showing» (1983)                                                                             | 1:14         |
| 2. | «Кто стучится на мой хаус?» | Dead or Alive — «Something In My House» (1986)                                                                          | 6:30         |
| 3. | «Мини-макси»                | Rocky M — «Disco Lady» (1986)                                                                                           | 3:24         |
| 4. | «Абракадабра»               | Steve Miller Band — «Abracadabra» (1982) (переделан)                                                                    | 1:20         |
| 5. | «Тяжёлый день»              | Status Quo — «In the Army Now» (1986) (переделан)                                                                       | 4:38         |
| 6. | «Карина»                    | Paul Lekakis (англ.) — «Boom Boom (Let’s Go Back to My Room)» (1987)                                                    | 4:33         |
| 7. | «Рэп диск-жокея (Худсовет)» | George Benson — «Feel Like Making Love» (1983) MC Miker 'G' & DeeJay Sven — «Holiday Rap» (Hip Hop Instrumental) (1986) | 6:12         |
| 8. | «Продолжение»               | | 1:35         |

| №   | Название                                                                                              | Оригинал | Длительность |
| --- | --- | --- | ------------ |
| 1.  | «Вступление (B)»                                                                                      | | 1:11         |
| 2.  | «Дым над водой»                                                                                       | Deep Purple — «Smoke on the Water» (1973) (переделан) Mick Jagger — «Lucky In Love» (1985) Art Of Noise — «Paranoimia» (1986) | 5:18         |
| 3.  | «Абракадабра-2»                                                                                       | Steve Miller Band — «Abracadabra» (1982) (переделан) | 1:18         |
| 4.  | «Сиреневый кадиллак»                                                                                  | Modern Talking — «Geronimo's Cadillac» (1986) | 2:57         |
| 5.  | «Край стай»                                                                                           | A-ha — «Cry Wolf» (1986) | 4:22         |
| 6.  | «Я хочу тишины»                                                                                       | | 2:28         |
| 7.  | «ВДНХ»                                                                                                | Eddy Huntington — «U.S.S.R.» (1986) (переделан) | 4:24         |
| 8.  | «Попурри» - «Ты - мой хлеб, моя соль» - «Братец Луи» - «Я слышу твой голос» - «Бангкок» - «Дядя Петя» | - Modern Talking — «You're My Heart, You're My Soul» (1984) - Modern Talking — «Brother Louie» (1986) - Modern Talking — «Atlantis Is Calling» (1986) - Murray Head — «One Night In Bangkok» (1984) - A-ha — «I’ve Been Losing You» (1986) | 5:06         |
| 9.  | «Не падай духом…»                                                                                     | Эрта Китт — «Where is My Man» (1983) | 1:11         |
| 10. | «Заключение»                                                                                          | | 1:25         |

## Позиции в чартах
| Год  | Чарты | Высшая позиция   |
| ---- | --- | ---------------- |
| 1988 | СССР, «Звуковая дорожка МК», «Top 30 Hits» (песни января 1988 года)                                                | «Худсовет»: 12   |
| 1989 | СССР, «Звуковая дорожка МК», Итоги 1988 года: «Лучшая песня года» (январь 1989 года)                               | «Карина»: 6      |
| 1989 | СССР, «Звуковая дорожка МК», Итоги 1988 года: «Лучшая фонограмма или магнитофонный альбом года» (январь 1989 года) | «Абракадабра»: 8 |

## Участники записи
- Сергей Минаев — вокал, сэмплирование, аранжировки;
- Игорь Замараев — звукорежиссёр;
- Матвей Евстигнеев — цифровой ремастеринг;
- Владислав Волегов — художник;
- Татьяна Горелова — редактор;
- Вячеслав Сухотинский — компьютерный дизайн;
- Михаил Михайлов — исполнительный продюсер[9]

## Видеоклипы
| Год  | Название                    |
| ---- | --------------------------- |
| 1987 | «Рэп диск-жокея (Худсовет)» |
| 1987 | «Мини-макси»                |
| 1987 | «Карина»                    |
| 1987 | «Тяжёлый день»              |

## Дополнительные факты
- В альбоме есть юмористическая отсылка к гастролям Билли Джоэла в СССР[21].
- Строчки в композиции «Рэп диск-жокея (Худсовет)» о дуэте Modern Talking («…и через 10 лет, когда всё диско помрёт, к нам Talking на гастроли всё же попадёт!») оказались пророческими — и Андерс, и Болен приезжали с концертами в СССР[21], но первый концерт группы «Modern Talking» в России состоялся лишь в 1998 году[22].
- Несмотря на то, что «Рэп диск-жокея (Худсовет)» является сатирой на советскую цензуру, сам автор в настоящее время выражает некоторое сожаление по поводу её отсутствия — так на экране было бы «поменьше похабщины»[23][24].
- В «Я хочу тишины» звучит фрагмент «The Final Countdown» группы Europe.
- В 2011 году Сергей Минаев участвовал в телепередаче Первого канала «Какие наши годы: 1987 год», исполнив ремикс на «Тяжёлый день»[25].
- В 2023 году дуэт Минаевых исполнил «Мини-макси» в рамках телешоу «Две звезды. Отцы и дети»[26].